# 후루데 리카
후루데 리카(일본어: 古手 梨花는 《쓰르라미 울 적에》에 등장하는 가공의 인물로 성우는 애니메이션에서는 타무라 유카리가, 영화에서는 아이카가 맡았다.

## 프로필
이름 : 후루데 리카
일어 표기 : 古手 梨花
나이 : 10세로 추정 (쇼와 56년에 8살이므로)
좋아하는 것 : 남 위로하기, 친구들, 미온의 부활게임
싫어하는 것 : 예정조화(豫定調和)
말버릇 : ボク(나), みい~(미이~), にぱ∼☆(니파~☆)
신체: 120cm 18kg A형
생일 : 8월 21일
별자리 : 사자자리 (점성술)
혈액형 : A형
가족관계 : 호죠 사토코(동거), 부모님(쇼와 56(1981)년 와타나가시 祭 밤에 사망.)

## 개요
히마츠부시편의 히로인으로 원작 게임의 미나고로시편, 마츠리바야시편, 사이코로시편과 쓰르라미 울 적에 반의 미오츠쿠시편의 주인공으로 쓰르라미 울 적에 시리즈의 진 주인공이다. 

## 인물
마에바라 케이이치의 하급생인 여자아이로 호죠 사토코와 같은 학년이다. 나이는 정확히 밝혀진 바 없지만 10살로 추정된다. 생일은 8월 21일. 후루데 신사 가문의 외동 딸로 후루데 가문의 마지막 생존자이기도 하다. 매년 6월에 열리는 와타나가시 축제에서 무녀역할을 맡고 있다. "오야시로님의 환생(オヤシロさまの還生)"이라고 불리며 마을 사람들의 귀여움과 숭배의 대상이 된다. 이 때문에 마을 사람들은 "리카쨔마(梨花ちゃま)"라고 부른다. 머리카락은 허리까지 내려오는 긴 생머리로 파란색이다. 리카는 자신을 평소에는 '보쿠(ボク)'라고 부르지만 어른스러운 말투로 말할 때는 와타시(私)를 사용한다. '미이~(みい~)', '니파~☆(にぱ∼☆)', '나노데스(なのです)' 등의 말투도 자주 사용한다. 쇼와 56년 부모님이 돌아가신 이후로 호죠 사토코와 함께 살고 있다. 침착함과 신비함을 겸비한 소녀지만 숨기는 것이 많은 능구렁이와 같은 소녀이다. 겉으로는 밝게 행동하지만 속은 매우 부정적이다.
정체는 쓰르라미 울 적에의 진 주인공으로 끝나지 않는 쇼와 58년 6월의 여름을 반복하고 있다.
신체 나이는 초등학생이지만 100년이 넘는 세월을 반복하면서 정신 연령은 어른에 가깝다.
리카의 소망은 자신의 친구들과 행복하게 사는 것이다. 모두의 행복을 바라는 게 100년이 넘도록 리카가 루프를 하는 이유라고 볼 수 있다.
공식 이미지송 Dear you -Hope-(후루데 리카 테마)의 가사를 보면 자신이 구하지 못한 이들에 대한 그녀의 안타까운 심정과 다시 한번 반복해서 이번에야말로 이들을 구하겠다는 그녀의 결의를 담고 있다.
쇼와 58년 6월의 와타나가시 축제가 지나면 누군가에게 반드시 살해당한다. 하지만 죽기 직전에 주사되는 마취제(추정)로 인해 항상 기억의 일부분을 잃는다.
원작자가 미나고로시 편 인터뷰에서 말하길 후루데 리카는 희망을 버리지 않으며 만일 죽음이 반복되어도 굴하지 않는 인물이라고 한다. 그리고 필연적으로 '올바른 원래 자신'과 '100년을 반복한 자신'으로 괴리되게 된다고 한다.
마치 비디오 테이프를 반복해서 계속 틀어 놓은 듯한 삶을 살아왔다. 그래서 원작 미나고로시 편에서 사토코에게 어마어마한 액수의 부활동 상금을 듣더라도 처음에 가졌던 놀라움을 잃고 감동을 잃고 감정을 서서히 잃어갔다고 한다. 점점 날들의 색이 바래져 왔고 반복하는 고통이 커서 리카의 마음은 점점 닳아가고 있었다.
원작 미나고로시 편에서는 더 이상 반복하지 않고 이번 세계에서 최선을 다 하고 싶은 리카와 항상 옆에서 다음 세계를 기약하고 기대하지 말라는 하뉴 사이의 갈등이 나온다.
원작자가 미나고로시 편 인터뷰에서 말하길 리카와 하뉴 사이에서는 절대적인 가치관의 차이가 존재한다고 한다. 리카에게는 반복하는 생활이 상당한 고통이었다. 반면 하뉴는 리카조차 없는 세계를 살아간다는 고통을 알고 있었고 리카만 있어준다면 자신이 반복하는 생활이라도 상관이 없었다고 한다. 사실 하뉴는 리카가 유일한 친구이자 대화 상대였고 리카가 범인을 알고 절망하게 되버려서 시간을 되돌리기를 관둘까봐 두려워하고 있었다. 하뉴는 리카가 없는 생활을 참을 수 없었기 때문이다. 따라서 자유자재로 활보가 가능한 하뉴라면 범인의 정체를 알았겠지만 왜 리카에게만은 모른다고 했는지에 대한 진실이 바로 여기에서 숨겨졌다고 한다.